# お笑いインスパイアドラマ ラフな生活のススメ
『お笑いインスパイアドラマ ラフな生活のススメ』（おわらいインスパイアドラマ ラフなせいかつのススメ）はNHK総合テレビジョンのバラエティー番組とテレビドラマを融合させたテレビ番組である。
2022年7月30日に『レギュラー番組への道』でパイロット版を制作・生放送し、その1年後に当たる2023年7月4日から、毎週火曜 23:00 - 23:30の「若年層ターゲットゾーン」火曜23時台の部でレギュラー番組化された。
番組のコンセプトは「笑いで生活を豊かに」。とある雑貨店を舞台に、明るくてラフな性格の持ち主の福池恵美と未来親子、そして両親の離婚後10年ぶりに同居した正門の3人を中心に、その家族の周りで起こる様々なトラブルを、劇中で展開されるテレビ番組「らふしるべ」（劇中劇）やネット動画の中で披露されるお笑い芸人によるコントや漫才などを見ながら、そのトラブル解決に向かっていく様子を描いたホームコメディーの仕立てになっている。
なお、若年層ターゲットゾーン23時台の日替わり枠のパートでは初めてのドラマ作品であり、NHK総合テレビでは、従来から毎週火曜は「ドラマ10」（22:00 - 22:45）、「夜ドラ」（月曜 - 木曜 22:45 - 23:00）と、連続ドラマ枠が2枠連続で放送されており、今番組放送期間中限定ではあるが、それらに続き、連続ドラマ枠が3枠連続で放送されることになった。

## 出演者

### ドラマパート
福池恵美
演 - 小池栄子
雑貨店店主。
福池未来
演 - 桜井玲香
就職活動中の大学生。
福池正門
演 - 中川大輔
高校生。
山本信行
演 - 豆原一成（JO1）
自転車撤去アルバイト兼YouTuber。
志田未映子
演 - 松本穂香
福池家をのぞきに来る謎の女性。
庭木ルリ子
演 - 竹原芳子
福池家に出入りする卸売り業者。
「らふしらべ」MC
演 - 吉村崇（平成ノブシコブシ）・石川萌香
お笑いバラエティ番組「らふしるべ」のMC。
ナレーション
演 - 加納愛子（Aマッソ）

### ゲスト

#### 第1回
リポーター
演 - 香月ハル
なだぎ武
演 - なだぎ武（本人役）

#### 第2回
寺川 紬
演 - 宮澤エマ
ぬいぐるみ職人。
六車 丈
演 - 加藤諒
未来の大学の同級生。
客
演 - 樋口幸平

#### 第3回
恵比寿なおき
演 - 戸塚純貴
テレビ局の新人AD。
ヨネダ2000
演 - ヨネダ2000（本人役）
イチキップリン
演 - イチキップリン（本人役）

#### 第4回
山川田恵留
演 - 岡崎体育
バラエティ番組の聖地巡礼をしているおたく。
ラジオパーソナリティー（声）
演 - 岡野陽一／酒井貴士（ザ・マミィ）（本人役）
アナウンサー（声）
演 - 川津泰彦

#### 第5回
内田春子
演 - 木野花
しがない演歌歌手。
本多スイミングスクール
演 - 本多スイミングスクール（本人役）
AD
演 - 横山葵子
有田哲平
演 - 有田哲平（くりぃむしちゅー）（本人役）（第6回）
恵美の元夫の先輩芸人。

#### 第6回
Yes!アキト
演 - Yes!アキト（本人役）
突然の呼び出しにも対応出来る芸人①。
田渕章裕
演 - 田渕章裕（インディアンス）（本人役）
突然の呼び出しにも対応出来る芸人②。

#### 第7回
染田銀次郎
演 - 笹野高史
老紳士。
染田宣郎
演 - 花戸祐介
ポエマー。
村下籠、小地蛍子
演 - 村上哲也、土井玲奈
「教えてちょうだい 極め人」MC。

#### 第8回
谷中九太
演 - 溝端淳平
ちょっと内気な青年。
浦井のりひろ
演 - 浦井のりひろ（男性ブランコ）（本人役）
男性ブランコの向かって左の人。
お玉さん（声）
演 - 平井まさあき（男性ブランコ）

#### 第9回
拓門
演 - 田辺誠一（最終回）
恵美の元夫。
福池未来
演 - 小宮浩信（三四郎）
正門の見た幻覚。
福池恵美
演 - 相田周二（三四郎）
正門の見た幻覚。

#### 最終回
客
演 - 瀧航大

### 劇中劇（コント・漫才）パート
出典：エピソードリスト
| 回           | 演者                                                           | 放送日         |
| ------------ | -------------------------------------------------------------- | -------------- |
| パイロット回 | 空気階段、ハナコ、ジェラードン、かが屋                         | 2022年 7月30日 |
| 1            | チョコレートプラネット、ウエストランド                         | 2023年 7月4日  |
| 2            | ジャングルポケット、男性ブランコ                               | 7月11日        |
| 3            | ミルクボーイ、ゆめちゃん、錦鯉                                 | 7月18日        |
| 4            | ロッチ、人間横丁、サスペンダーズ、天才ピアニスト               | 7月25日        |
| 5            | 青色1号、おいでやす小田、ちゃんぴおんず、笑い飯                | 8月1日         |
| 6            | まんじゅう大帝国、ななまがり、ヒコロヒー、ビスケットブラザーズ | 8月22日        |
| 7            | ハイツ友の会、かが屋、ダイタク、さや香、トニーフランク         | 8月29日        |
| 8            | ザ・マミィ、フースーヤ、アルコ&ピース                          | 9月5日         |
| 9            | こたけ正義感、ハナコ、ランジャタイ                             | 9月12日        |
| 最終回       | コウメ太夫、マヂカルラブリー、ダンディ坂野、Aマッソ            | 9月19日        |

- 8月8日は特別番組『事件の涙』放送のため休止。
- 8月15日は22時45分から23時30分に夏季特集扱いの『ラフな生活のススメ あなたもラフ活推しになるSP』が放送される予定だったが、台風7号、並びにそれに付随する鳥取県への大雨特別警報発令に伴い、『ニュースウオッチ9』を22時45分まで拡大し、それに続いてドラマ10『しずかちゃんとパパ』（4）をスライドして放送した都合により急遽放送休止、後日順延となった[4]。

## スタッフ
- 脚本： 加納愛子（Aマッソ）、林田洋平（ザ・マミィ）、秋山寛貴（ハナコ）、平井まさあき（男性ブランコ）
- 構成：樅野太紀、植田将崇